# エクスポージャー (教育)
エクスポージャー（英: exposure）は、体験活動の新しい理論である。英語の「Expose（読：エクスポーズ、意：露出する）」を語源とする理論であり、いわゆる、スタディーツアーやフィールドワークなどの従来型の体験活動とは異なる、予め、定められたスケジュールやカリキュラムに沿って行われるものではない非系統型の活動である。

## 概要
現在では、広く、NGO・地方自治体・大学などが実施する問題関心型かつ体験学習的な旅行を指す言葉として用いられているが、その理論的根拠をさぐると、スタディープログラム型の活動とはあきらかに異なるものであることがわかる。その起源はカトリック教会の枢機卿によって考え出されたところまでは分かっているが、定かではない。現在、エクスポージャー理論を踏襲した活動を実施している団体は、海外ではフィリピンのNGOマドブラックの実施するプログラムなどがあるが、日本では特定非営利活動法人の「ARBA」（The Alternative Relations Bridge in Asia）の運営するアジアエクスポージャープログラムが最もその特徴を活かしたものである。他にはアジア太平洋資料センター（PARC）のエクスポージャーツアーなどがある。前述のNGOマドブラックの『エクスポージャーの手引き』によるところには、エクスポージャー理論は、
「見る」のではなく、現実を「見極め」る。（Not only look but see.）
「聞く」だけでなく、理解し「聞き分ける」。（Not only hear but listen.）
「知る」だけでなく、全身で現実を「感じる」。（Not only know but feel.）
とある。普段の日常で自分のまとっている他律性である殻（既成概念・知識・常識など）を脱ぎ捨て、現実を主体的に全身で感じ取ることを元にして、それぞれの参加者みずからが主体的に判断することを重視する理論である。